# Band of Angels
Band of Angels is een Amerikaanse romantische dramafilm uit 1957 onder regie van Raoul Walsh. Het scenario is gebaseerd op de gelijknamige roman uit 1955 van de Amerikaanse auteur Robert Penn Warren. De film speelt zich af tijdens de Amerikaanse Burgeroorlog.

## Verhaal
Hamish Bond is een heer van stand uit de Zuidelijke Staten. Hij heeft een oogje op de verwaande Amantha Starr, die erachter komt dat haar voorouders zwarten waren.

## Rolverdeling
| Acteur              | Personage             |
| ------------------- | --------------------- |
| Clark Gable         | Hamish Bond           |
| Yvonne De Carlo     | Amantha Starr         |
| Sidney Poitier      | Rau-Ru                |
| Efrem Zimbalist jr. | Luitenant Ethan Sears |
| Rex Reason          | Kapitein Seth Parton  |
| Patric Knowles      | Charles de Marigny    |
| Torin Thatcher      | Kapitein Canavan      |
| Andrea King         | Juffrouw Idell        |
| Ray Teal            | Mijnheer Calloway     |
| Russell Evans       | Jimmee                |
| Carolle Drake       | Michele               |
| Raymond Bailey      | Mijnheer Stuart       |
| Tommie Moore        | Dollie                |